# San Pedro de Ceque
San Pedro de Ceque es un municipio y localidad de España, en la provincia de Zamora, comunidad autónoma de Castilla y León. 
Perteneciente a la comarca de Benavente y Los Valles, cuenta con una notable tradición en el cultivo de la vid, como atestiguan sus numerosas bodegas subterráneas, aunque mayoritariamente su cultivo tradicional es el cereal de secano, seguido de los productos de huerta. Cuenta también con buenos montes de encina y roble, como el Pernacio y Las Majadas, donde se pueden ver encinas de gruesos troncos milenarios.

## Historia
En la Edad Media, el territorio en el que se asienta San Pedro de Ceque quedó integrado en el Reino de León, cuyos monarcas habrían emprendido la fundación del pueblo. En esta época se hace necesario mencionar al caballero Ponce Giraldo de Cabrera, 'Príncipe de Zamora', que vino acompañando a la hija del conde de Barcelona, Berenguela, que más tarde se casaría con Alfonso VII de León, y cuya buena actuación en las batallas en que participó hizo que fuera recompensado por parte del rey con las villas de Moreruela, San Pedro de Ceque, Villaferrueña y Morales del Rey.
Posteriormente, en la Edad Moderna, San Pedro de Ceque fue una de las localidades que se integraron en la provincia de las Tierras del Conde de Benavente y dentro de esta en la receptoría de Benavente.
No obstante, al reestructurarse las provincias y crearse las actuales en 1833, San Pedro de Ceque pasó a formar parte de la provincia de Zamora, dentro de la Región Leonesa, quedando integrada en 1834 en el partido judicial de Benavente.

## Geografía humana

### Demografía
Cuenta con una población de 421 habitantes (INE 2024).
| Gráfica de evolución demográfica de San Pedro de Ceque entre 1842 y 2021                                              |
| |
| Población de derecho según los censos de población del INE. Población de hecho según los censos de población del INE. |

| 734                        | 721 | 684 | 651 | 593 | 484 | 437 |
| (Fuente: [cita requerida]) |     |     |     |     |     |     |

## Patrimonio
En cuanto a los monumentos de la localidad, cabe destacar la iglesia parroquial, que cuenta entre sus obras más destacadas la de un interesante Cristo bizantino, así como una serie de capiteles románicos.

## Cultura

### Folclore y costumbres
El folclore de San Pedro es el típico de la zona. Un grupo folclórico, la Trasga, se encarga de amenizar las fiestas patronales, así como las procesiones o eventos similares. También actúan en otros pueblos. Actualmente hay dos grupos, uno de música "La Trasga" y otro de bailes "La Rueca".
Las costumbres, como en cualquier localidad de la comarca, son muy variadas pero con una creciente tendencia al desuso. Una de las más antiguas consiste en que los mozos del pueblo ponen la víspera de San Pedro cardos a las chicas feas y guindas a las guapas. También era tradición el ir descalzo en la procesión que cada año se realizaba entre el pueblo y la ermita de la virgen de las Nieves, en señal de devoción y ofrecimiento a la patrona, o ir vestido con un hábito especial, para pedir algún favor a la santa.

### Fiestas populares
Los días 28, 29 y 30 de junio tienen lugar las festividades de San Pedro. Estas fechas pueden variar, aumentándose un día más. El día 29 es la festividad de San Pedro en la que se realiza un misa en su honor. El día 30 tiene lugar el día de San Pedrín en el que se realizan juesgos infantiles y está destinado a los más pequeños. Durante todos los días de fiesta tiene lugar una verbena nocturna muy animada.
El día 5 de agosto se celebra la fiesta de la Virgen de las Nieves, en la que se realiza una romería hasta la ermita de dicha virgen, realizándose una subasta para introducir la virgen en su altar.

## Lugares de interés

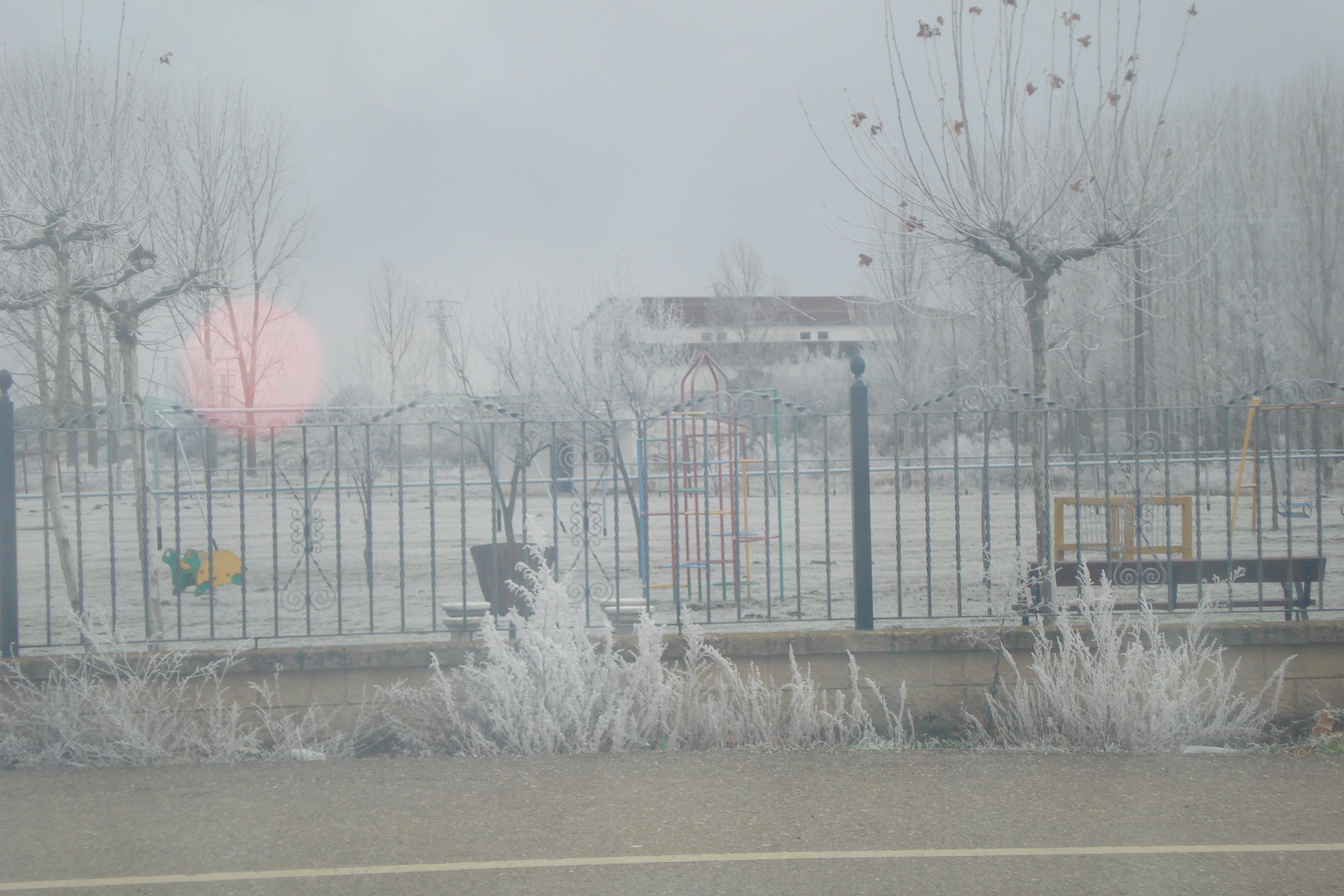
Parque público.

Se puede visitar la zona de las bodegas donde se encuentran cuevas muy antiguas cavadas en la tierra por los propios habitantes y que son un reflejo de la tradición vinícola del municipio. También es de interés pasear por el monte del Pernacio y visitar las encinas milenarias de gruesos troncos.

## Servicios
Hay varios bares situados por todo el pueblo: un chiringuito con las típicas raciones y tapas, amenizadas con cerveza de importación, en las eras, cuatro bares en el centro y alrededores, un bar restaurante y un pub que durante la época estival abre sus puertas para concentrar el ambiente nocturno juvenil del pueblo. También hay tres tiendas de alimentación y un estanco.